# 모노아민 산화 효소
모노아민 산화효소(영어: monoamine oxidase, MAO)는 모노아민의 산화를 촉매하는 효소 군으로 산소를 사용하여 아민 군을 분해함으로써 이를 기능적으로 제거한다. 또는 때때로 MAO 생성 유전자를 적접적으로 가리키기도 한다. 이들은 대부분의 세포 유형의 세포에서 미토콘드리아의 외부 막에 결합되어있는 것으로 밝혀져있다. 첫 번째 효소는 1928년 메리 베르하임(Mary Bernheim)에 의해 간에서 발견되었고 티라민 산화 효소(tyramine oxidase)로 명명되었다. MAO는 플라빈 함유 아민 산화 환원 효소의 단백질 군에 속한다.

## COMT
노르에피네프린(Norepinephrine)이 노르메타네프린으로의 분해 과정에서 카테콜-O-메틸트랜스퍼레이스(catechol-O-methyl transferase,COMT)가 관여한다. 한편 노르에피네프린의 노르에피네프린 알데하이드으로의 분해 과정에서는 모노아민 산화 효소(MAO)가 관여한다. 또한 노르메타네프린 알데하이드(Normetanephrine aldehyde)의 전구물질 과정에는 MAO와 COMT 이들 모두가 관여한다.

## 같이 보기
- 모노아민 산화 효소 억제제